# Farmington (Delaware)
Farmington é uma vila localizada no estado americano de Delaware, no condado de Kent.

## Geografia
De acordo com o United States Census Bureau, a vila tem uma área de 0,2 km², onde todos os 0,2 km² estão cobertos por terra.

### Localidades na vizinhança
O diagrama seguinte representa as localidades num raio de 16 km ao redor de Farmington.

## Demografia
Segundo o censo nacional de 2010, a sua população é de 110 habitantes e sua densidade populacional é de 530,9 hab/km². Possui 45 residências, que resulta em uma densidade de 217,2 residências/km².